# عبد الرزاق محسوب
عبد الرزاق محسوب العبيدي الأعظمي وهو صانع ساعة الأعظمية المشهورة، وهو والد الدكتور صالح محسوب، ولد في محلة الشيوخ بحي الأعظمية عام 1292 هـ / 1875م، وأكمل فيها دراستهُ الأولية في الكتاتيب الخاصة بمدارس الدولة العثمانية، حيث تعلم القرآن الكريم على الشيخ شريف الأعظمي، ثم دخل المدرسة الابتدائية ولم يكمل دراسته فيها، وتعلم صنعة النجارة من الحاج كريم النجار جد الأستاذ عبد الكافي عارف، وكان يصنع دواليب النواعير من الخشب، ثم صنعها من الحديد، وبعد بلوغه افتتح معملاً لصناعة النواعير وأبدع فيه، ولقد أخذ إجازة في أصول تجويد القرآن عن المقريء الشيخ محمد العلو، وأتقنها وكان يقرأ في محفل الجامع يوم الجمعة، ومع بداية الحرب العالمية الأولى في عام 1914م، التحق بالجيش العثماني وأشترك في معركة الحويزة من جهة محافظة ميسان (العمارة) مع الجيش البريطاني، ومن منجزاته انه قام بتصليح المدفع الكبير الذي غنمه العثمانيون من الإنكليز وكان معطلا فاصلحه ورمى به، في حين عجز المهندسون العسكريون في اصلاحه، فشكره على ذلك القائد التركي يوسف ضياء.

## صناعة ساعة الأعظمية

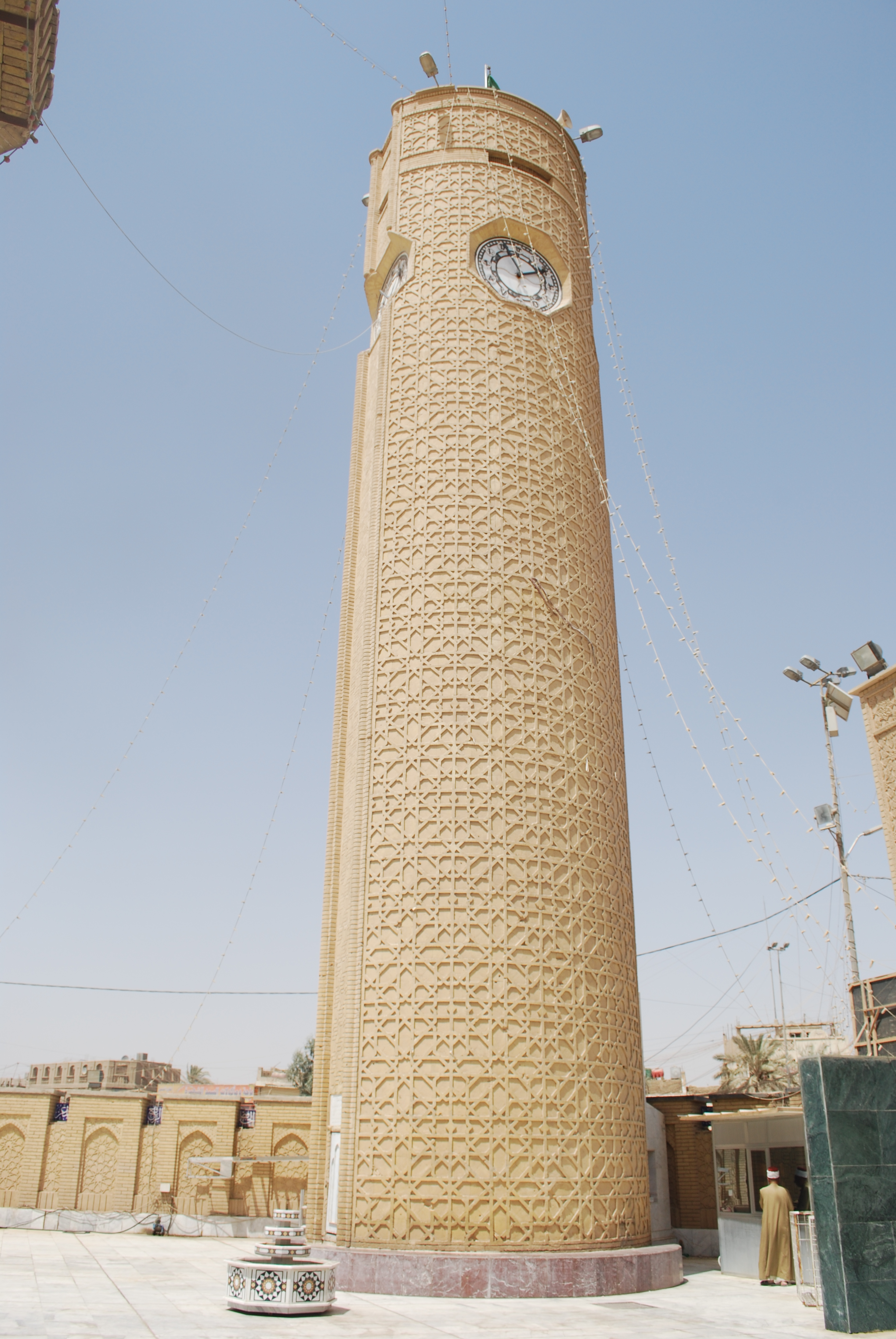
برج ساعة الأعظمية في عام 2009 داخل ساحة جامع الإمام الأعظم

ترجع قصة ساعة الأعظمية إلى عام 1919م، حين أهديت ساعة من الحضرة القادرية إلى جامع الإمام الأعظم، وذلك عند وصول ساعة جديدة للحضرة القادرية، وكانت الساعة القديمة عاطلة، وتم عمل اعلان لتصليح الساعة في الصحف اليومية، وفي تاريخ 19 آذار 1921 تقدم عبد الرزاق محسوب لفحص الساعة ذات الوجهين والمهداة إلى الجامع لأجل تصليحها ونصبها، فوجدها عاطلة وغير صالحة للعمل، وفي 25 آذار 1925 قرر العمل في معملهِ وبمساعدة أولادهِ على صنع ساعة كبيرة مع هيكلها الخاص ولها أربعة وجوه وثلاثة عقارب، حيث انتهى من صنعها في 28 كانون الأول 1929م، فاهداها إلى إدارة مديرية الأوقاف العامة لتوضع بدلاً من تلك الساعة التالفة في جامع الإمام الأعظم، فرفضت الأوقاف تسلمها، وأحتفظ بها ونصبها على سطح معملهِ وكانت تعمل بانتظام.
ولقد شاركت الساعة في المعرض الزراعي الصناعي الذي أقيم في حدائق باب المعظم في عام 1930 حيث فازت الساعة بالجائزة الأولى وكانت من أبرز المعروضات وأجدرها باهتمام الجمهور، وظلت على أرض المعرض لمدة 11 شهر تقريباً، ومن هنا أشتهرت باسم ساعة المعرض.
وفي بتاريخ 8 تشرين الثاني 1931 زار الملك فيصل الأول كلية دار العلوم الدينية والعربية في الأعظمية، ومعهُ رئيس التشريفات تحسين قدري ومدير الأوقاف العام نوري القاضي، وبعد أن أتموا زيارة مبنى الكلية اقترح عليهم عميد الكلية الحاج نعمان الأعظمي زيارة معمل محسوب مقابل مسجد ملا خطاب للاطلاع على الساعة، فذهبوا إلى المعمل مع بعض أهالي الأعظمية، فأعجب الملك فيصل بالساعة وخاطب صانعها بقوله: (لعل عبد الرزاق لا يطلب لها ثمناً باهضاً)، فأجابه عبد الرزاق محسوب انه قام بصناعتها خدمة للوطن وانه لذلك متبرع بها ولا يرجو سوى الأجر والثواب، فشكره الملك ووعده بقبولها ونصبها في موضعها في الوقت المناسب، ومنحهُ الوسام الهاشمي نظير صناعتهِ للساعة، ثم بعد ذلك ذهب الملك ومن معه إلى بيت الحاج عبد الرزاق المجاور للمعمل حيث تناولوا طعام الغداء.
ولقد وافقت مديرية الأوقاف العامة في بغداد على تسلمها لتوضع رهن التوقيف والحجز في أحد مخازنها لأجل نصبها في جامع الإمام الأعظم، فداهمها الصدأ وكادت تتلف، وفي سنة 1952 شعر الحاج عبد الرزاق وقد أقعده المرض بدنو أجله وذهاب أمنياته عبثاً في تحقيق نصب الساعة وضياع وتشتت أدواتها من بعده فطلب إلى ابنه الدكتور صالح محسوب مراجعة دائرة الأوقاف لخزن أدوات الساعة في إحدى غرف جامع الإمام أبي حنيفة حتى يحين نصبها.  

## وفاته
توفي الحاج عبد الرزاق في يوم الأحد 29 صفر 1373هـ/ 7 تشرين الثاني 1953م، ولم تنصب ساعته في جامع الإمام الأعظم والتي كانت أغلى أمنياته، وشيع في موكب كبير وصلى عليه صلاة الجنازة الشيخ محمد محمود الصواف، وشهد جنازته الأستاذ وليد الأعظمي ودفن في مقبرة الخيزران قرب مرقد الشيخ أبي بكر الشبلي.

ولقد قال فيه الشاعر عطا حمدي الأعظمي:

## بناء برج الساعة

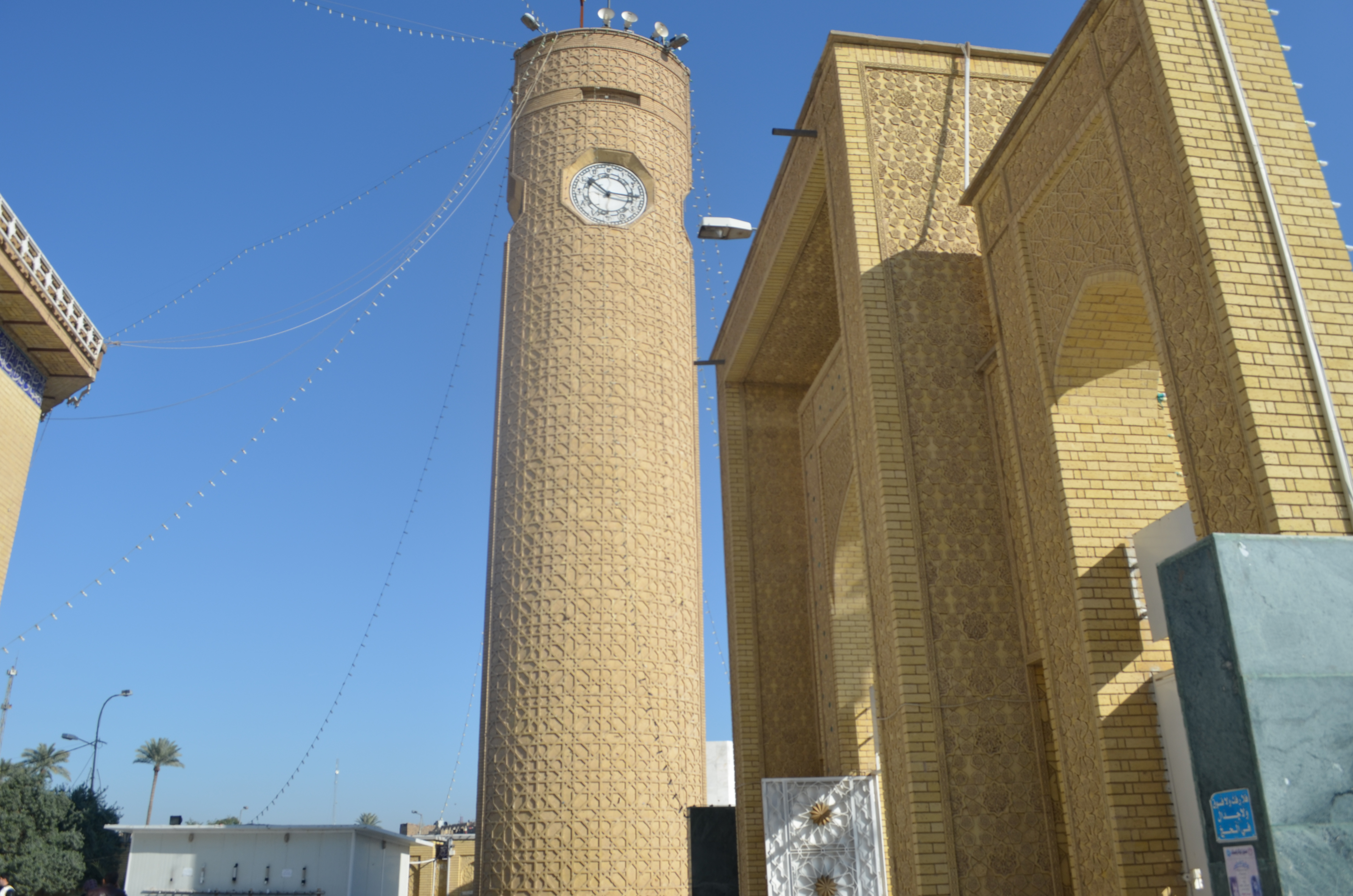
برج ساعة الأعظمية في جامع الإمام الأعظم

وفي عام 1958 صدر قرار من مجلس الوزراء العراقي في استخراج الساعة من المخزن بعد معاينتها ومعرفة مدى صلاحيتها، وعلى أن يتم نصبها على برج يناسبها في جامع الإمام الأعظم وبإشراف وتمويل وزارة الإسكان، ولقد وضعت التصاميم والخرائط من قبل المهندس المعماري هشام منير، وتم الأتفاق على إعادة بناء الابواب الرئيسية وكذلك سياج الجامع مع بناء برج الساعة، ثم بوشر بالعمل بأشراف المهندس محب الطائي حتى أصبحت الساعة جاهزة للعمل عام 1961م.

## من منجزاته
كان عبد الرزاق محسوب ذو مواهب عديدة بالإضافة إلى صناعته لساعة الأعظمية المشهورة في معملهِ، والتي يعرف عنها إنه لم يدخل فيها آلة أجنبية وصنع أدواتها بنفسهِ، فقد كان رياضياً ومهندساً بارعاً على الرغم من عدم حصولهِ على شهادة جامعية، وكانت ترجع إليهِ عملية تقسيم الأراضي وتقطيعها، وهو الذي تولى تقسيم الأراضي والبساتين في منطقة الأعظمية وتقطيع شوارعها، ومن منجزاتهِ تعمير وصيانة مسجد ملا خطاب الذي يقع مقابل داره في محلة الشيوخ.
 